# Майя, Тео
Тео Майя Маркес де Оливейра (порт. Theo Maia Marques de Oliveira; род. 29 января 1998, Рио-де-Жанейро) — бразильский футболист, полузащитник клуба «Фалькон».

## Карьера

### Молодёжная карьера
В раннем возрасте начал заниматься в футзальных юношеских командах «Аудакс Рио» и «Флуминенсе». В возрасте 13 лет перебрался в структуру «Фламенго», в последствии с которым стал обладателем множества титулов с юношескими и молодёжными командами. Самое престижное достижение – это победа в Кубке штата Сан-Паулу среди юниоров до 20 лет, который является главным молодежным турниром в Бразилии.

### «Ислочь»
В марте 2019 года футболист перешёл в белорусский клуб «Ислочь», с которым заключил трёхлетний контракт. Дебютировал за клуб 9 марта 2019 года в четвертьфинальном матче Кубка Белоруссии против борисовского БАТЭ, выйдя на замену на 64 минуте. В ответной кубковой встрече 14 марта 2019 года футболист вышел в стартовом составе против БАТЭ, где по итогу вместе с клубом оказались сильнее и вышли в полуфинал. Дебютный матч в рамках Высшей Лиги сыграл 30 марта 2019 года против «Городеи». Первым результативным действием за клуб отличился в первом полуфинальном матче Кубка Белоруссии 10 апреля 2019 года против солигорского «Шахтёра», отдав голевую передачу. Футболист быстро закрепился в основной команде клуба, однако в концовке июня 2019 года выбыв из распоряжения основной команды. По окончании сезона покинул покинул клуб, расторгнув контракт по соглашению сторон.

### «Фалькон»
В период с 2020 года по 2022 год выступал за клубы «Насьонал» из Муриаэ и «Насьонал» из Манауса в низших дивизионах. В ноябре 2022 года бразильский клуб «Фалькон» объявил о подписании с футболистом контракта. Дебютировал за клуб 16 февраля 2023 года в матче против клуба «Америка» в рамках Лиги Сержипано. Дебютный гол за клуб забил 1 марта 2023 года в матче против клуба «Эстансиано». Первый матч в бразильской Серии D сыграл 28 мая 2023 года против клуба «Крузейро», выйдя на замену на 69 минуте.